# Tony Williams
Tony Williams (12. prosince 1945–23. února 1997) byl americký jazzový bubeník. Často bývá označován jako jeden z nejvlivnějších jazzových bubeníků dvacátého století. Už ve svých sedmnácti se přidal ke kvintetu Milese Davise, ve kterém hrál až do roku 1969. V roce 1964 nahrál svoji první sólovou desku Life Time.
V roce 1969 si založil vlastní trio The Tony Williams Lifetime, ve kterém hráli kytarista John McLaughlin a klávesista Larry Young. Později se k nim ještě Jack Bruce na kontrabas. Toto trio bylo jedno z prvních průkopníků jazzrocku.